# Scopula sternecki
Scopula sternecki là một loài bướm đêm trong họ Geometridae.